# Kościół św. Antoniego w Lesznie
Kościół św. Antoniego w Lesznie – rzymskokatolicki kościół w Lesznie, znajdujący się przy ul. Kąkolewskiej 1 we wschodniej części miasta pomiędzy osiedlami Przyjaźni, Wieniawa, Ogrody oraz Armii Krajowej. Pełni funkcję świątyni parafialnej dla parafii o tym samym wezwaniu.

## Historia budowy

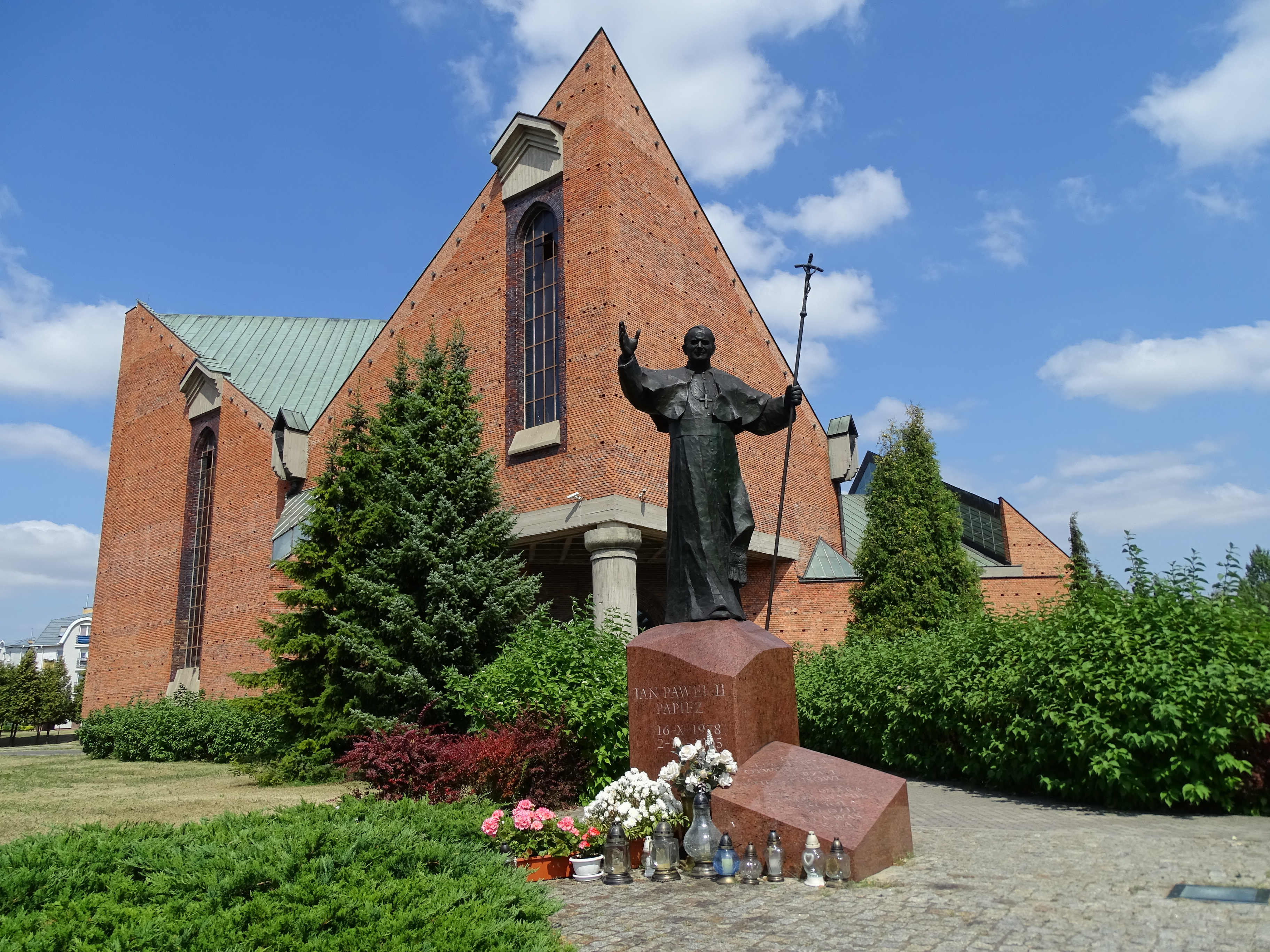
Pomnik Jana Pawła II

Budowa kościoła w tej części Leszna związana była z intensywnym rozwojem miasta w latach siedemdziesiątych i osiemdziesiątych XX wieku. W 1979 roku parafia pw. św. Jana Chrzciciela obejmująca terytorialnie wówczas wszystkie wschodnie dzielnice Leszna liczyła ponad 24 tys. wiernych. W związku z tym władze kościelne poleciły ks. Kazimierzowi Pietrzakowi rozpoczęcie starań o budowę nowego kościoła. W 1981 roku wojewoda leszczyński Bernard Wawrzyniak wydał zgodę na budowę kościoła przy ul. Kąkolewskiej, natomiast władze miasta przydzieliły parafii działkę o powierzchni 1,35 ha na wieczyste użytkowanie. Projekt kościoła wraz zabudowaniami parafialnymi przygotowali architekci: Marian Fikus oraz Jerzy Gurawski. Prace budowlane rozpoczęto w 1982 roku. 5 maja 1983 roku ks. abp Jerzy Stroba wmurował w ścianę kościoła kamień węgielny przywieziony z Bazyliki Grobu Pańskiego w Jerozolimie. Bryła kościoła ukończona została w 1990 roku. W tym roku zamontowano również podstawowe wyposażenie wnętrza (krzyż, tabernakulum, ołtarz, ambona, chrzcielnica). 13 czerwca 1990 roku dokonano uroczystego poświęcenia nowego kościoła. 30 czerwca 1990 roku erygowana została przy kościele samodzielna parafia pw. św. Antoniego, a obowiązki proboszczowskie powierzono ks. Eugeniuszowi Grockiemu, który kontynuował prace przy wykończeniu kościoła oraz budowie domu parafialnego wraz z mieszkaniami dla duszpasterzy. W latach 1991–1995 wykonane zostały kolejne elementy wyposażenia kościoła m.in. nowe tabernakulum autorstwa artysty plastyka Ireneusza Daczki. Zasadnicze prace przy budowie zakończone zostały w 2001 roku.

## Architektura
Kościół zbudowany został na planie wieloboku wraz z przylegającym do niego kompleksem pomieszczeń parafialnych (salki katechetyczne, mieszkania). Obok postawiona została wolnostojąca dzwonnica. Elewacja z czerwonej cegły, dach przykryty blachą miedzianą, na szczycie umieszczona wieżyczka z sygnaturką zwieńczona krzyżem. Wnętrze składa się z nawy głównej, prezbiterium, kaplicy chrzcielnej oraz kaplicy bocznej oddzielonej kolumnami, w której sprawowana jest liturgia w dni powszednie. Prezbiterium zostało dostosowane do wymogów liturgii katolickiej odnowionej po Soborze Watykańskim II. W centrum ustawiono drewniany ołtarz wraz z amboną, drewniany świecznik oraz ławy dla posługujących wraz z miejscem przewodniczenia dla celebransa. Na ścianie ołtarzowej u szczytu zainstalowany został krzyż wys. 5 m, poniżej zaś we wnęce umieszczono drewnianą figurę św. Antoniego z Dzieciątkiem oraz bogato zdobione tabernakulum autorstwa Ireneusza Daczki, przedstawiające Jezusa Chrystusa w otoczeniu Apostołów na tle siedmioramiennego świecznika (menory). Po prawej stronie prezbiterium na ścianie wykończonej klinkierową cegła umieszczono obraz Matki Bożej Nieustającej Pomocy.
Z lewej strony prezbiterium wybudowano kaplicę chrzcielną wraz z chrzcielnicą. W prawej części kościoła zaaranżowano oddzielną kaplicę. W głównej ścinie umieszczono ołtarz z wizerunkiem Jezusa Miłosiernego oraz drewnianymi płaskorzeźbami przedstawiającymi św. Mikołaja z Miry oraz św. Katarzynę z Aleksandrii. W prawej części kaplicy umieszczono oddzielny drewniany ołtarz ku czci św. Huberta, patrona myśliwych zwieńczony porożem jelenia.